# 公子弘
公子弘（?—?），嬴姓，名弘，秦穆公和夫人穆姬所生之子，是秦康公的弟弟，晋献公的外孙，晋惠公、晋文公的外甥。韓原之战，秦国把晋惠公俘虏，公子絷建议将他杀死。穆姬带着公子罃（秦康公）、公子弘、女兒簡璧，架火堆欲自焚，劝谏秦穆公考虑秦晋关系，秦穆公最后释放晋惠公。